# 矢野晋也

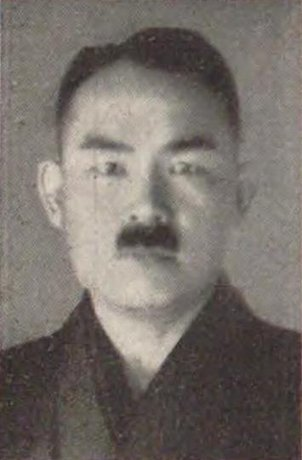
矢野晋也

矢野 晋也（やの しんや、1888年〈明治21年〉4月25日 - 1948年〈昭和23年〉3月2日）は、日本の政治家、ジャーナリスト。衆議院議員（立憲政友会）。

## 経歴
鳥取県西伯郡米子町道笑町（現在の米子市）出身。矢野市郎兵衛の三男あるいは六男。矢野藤十郎の弟。鳥取県立米子中学校を卒業後、1906年（明治39年）より『東京日日新聞』記者となった。そのかたわら早稲田大学政治経済科で学び、1910年（明治43年）に卒業した。
その後『中央新聞』を経て、1911年（明治44年）に二六新報社に入社し、社会部長を務めた。1917年（大正6年）に政治部長に転じ、1924年（大正13年）に社長の秋田清が辞任すると、後任の社長に就任した。
1928年（昭和3年）、第16回衆議院議員総選挙に出馬し、当選。第18回衆議院議員総選挙で再選を果たした。

## 人物
1917年（大正6年）に分家し、前名・丹二を改める。住所は東京市赤坂区台町、東京市下谷区上野桜木町。

## 家族
矢野家
- 兄・喜一[6]（1885年 - 1911年、工学士） - 米子中学校、第一高等学校を経て東京帝国大学工科大学に入り1910年7月に機械科を卒業[7]。鉄道院中部管理局工業課に聘せられて技師であった[7]。1911年1月、腸チフスに罹り13日東京帝国大学附属病院で亡くなる[7]。
- 妻・とみ（1897年 - ?、東京、山口理平の妹）[5]
- 長男[3]